# Panzer X
Panzer X – side-project polskiego gitarzysty i wokalisty Piotra Wiwczarka znanego przede wszystkim z występów w  grupie Vader. Zespół powstał w 2004 roku, a wykonywany przez nią styl muzyczny to szeroko pojęty heavy metal. 
Wiwczarek do współpracy zaprosił wokalistę Grzegorza Kupczyka znanego z występów w grupach Turbo i CETI, gitarzystę Marka Pająka oraz perkusistę Witolda "Vitka" Kiełtykę. Debiutancki minialbum grupy zatytułowany Steel Fist ukazał się w 2006 roku nakładem Metal Mind Productions. Okładkę wydawnictwa przygotował Wojciech Błasiak, który współpracował m.in. z grupą Moonspell.
21 kwietnia 2012 roku w warszawskim klubie Progresja zespół dał jednorazowy koncert w ramach jubileuszu trzydziestolecia działalności artystycznej Grzegorza Kupczyka.  

## Dyskografia
- Steel Fist (2006, EP)